# 하이드록시신남산
하이드록시신남산(영어: hydroxycinnamic acid)은 C6–C3 골격을 가지고 있는 방향족산 또는 페닐프로파노이드의 한 종류이다. 하이드록시신남산은 신남산의 하이드록시 유도체이다.
음식물에서 찾을 수 있는 피토케미컬의 범주는 다음과 같다.
- α-사이아노-4-하이드록시신남산
- 카페산 – 우엉, 산사나무, 아티초크, 배, 바질, 백리향, 오레가노, 사과
- 키코르산
- 신남산 – 알로에
- 클로로젠산 – 에키네이사속, 딸기, 파인애플, 커피, 해바라기, 블루베리
- 다이페룰산
- 쿠마르산
- 페룰산 – 귀리, 쌀, 아티초크, 오렌지, 파인애플, 사과, 땅콩
- 시나핀산

## 하이드록시시나모일타타르산
- 카프타르산 – 포도와 포도주[1]에 주로 트랜스 이성질체로 존재함[2]
- 쿠타르산 – 포도와 포도주에 트랜스 이성질체와 시스 이성질체로 모두 존재함[2]
- 페르타르산 – 포도와 포도주에 주로 트랜스 이성질체로 존재함[2]

## 같이 보기
- 페놀산
- 방향족 아미노산